# Albispass
Der Albispass ist ein Strassenpass im Kanton Zürich. Er führt von Langnau am Albis über den Albis nach Mettmenstetten; die Passhöhe liegt auf 790 m ü. M.

## Geographie

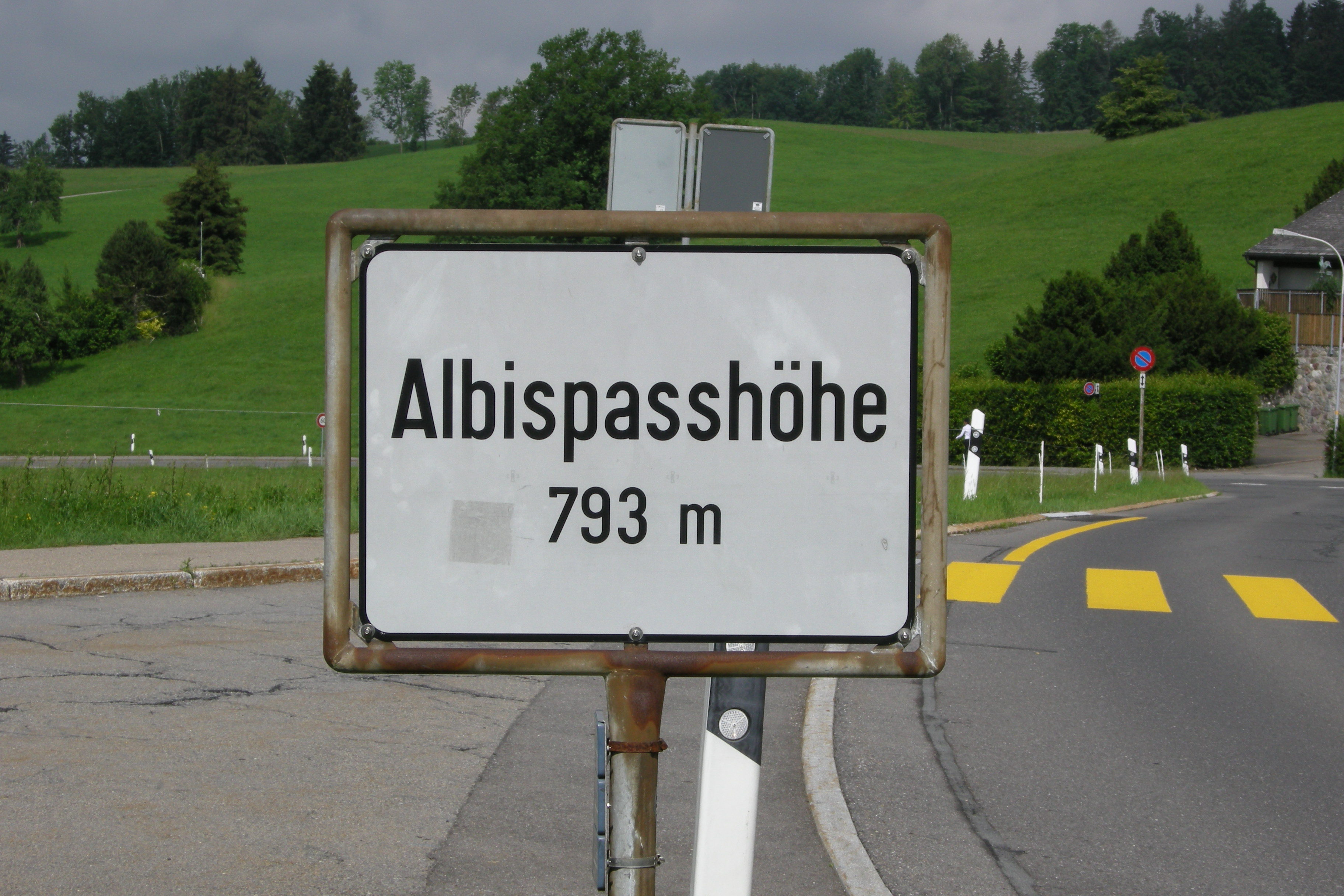
Tafel auf der Albispasshöhe

Das Schild am Pass gibt eine Höhe von 793 m ü. M. an, weil sich jedoch der Bezugspunkt für Höhenmessungen in der Schweiz geändert hat, ist nach dem aktuellen Messverfahren die geringere Höhenangabe korrekt.
Der Albispass verbindet das Sihltal mit dem Knonaueramt.

## Geschichte

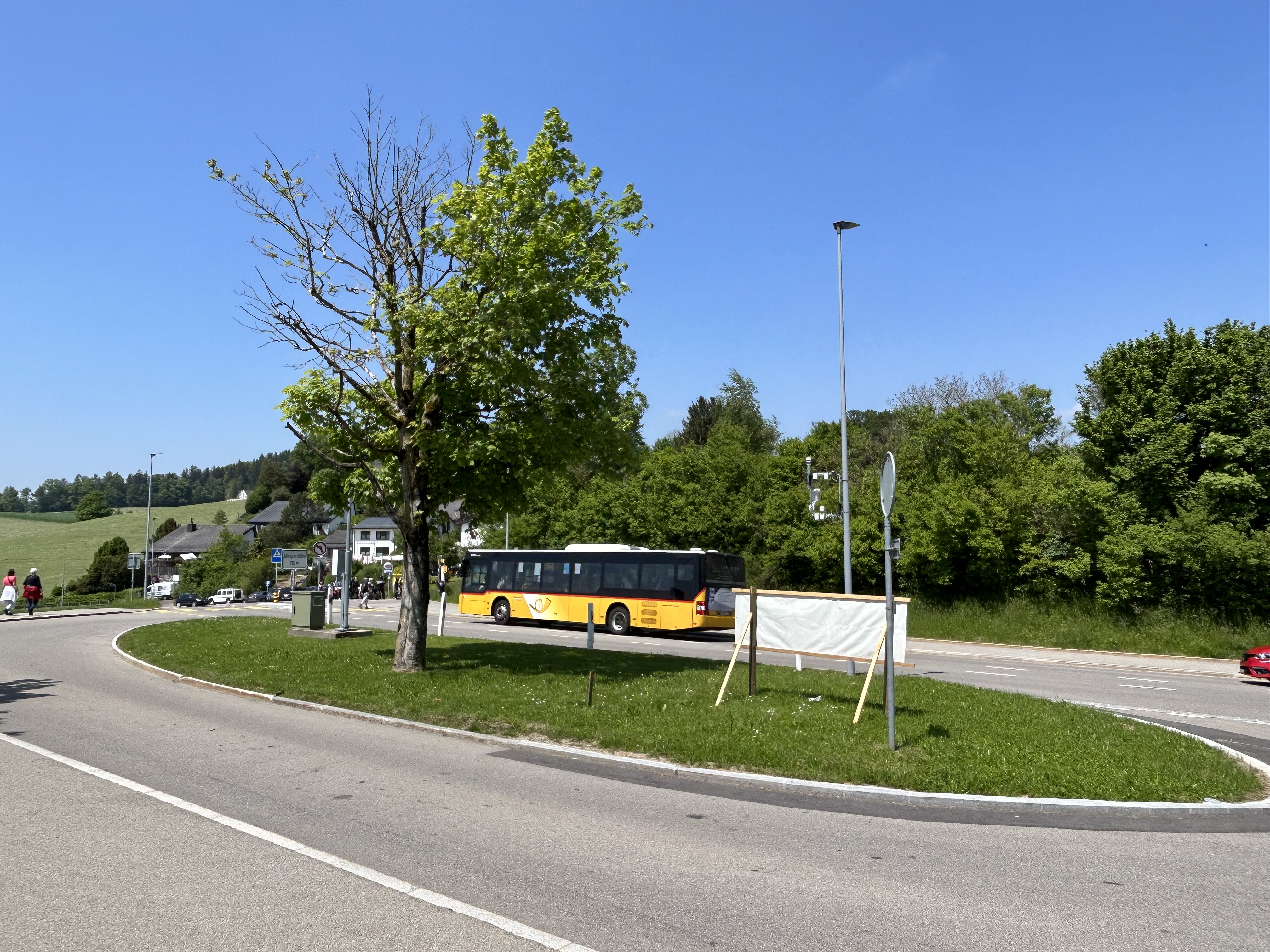
Passübergang nach Nordwesten

Der Vorläufer des Albispasses war vermutlich die sanfter zugängliche Schnabellücke, die mit 803 m ü. M. nur wenig höher liegt. Sie verlor im 15. Jahrhundert ihre Bedeutung als Gotthardzugang, war im 19. Jahrhundert als «Spinnerweg» (südliche Schnabellücke) Zubringer für die Textilindustrie am Zürichsee. Sie wird heute als Wanderweg und Zugang (nördliche Schnabellücke) zur Ruine Schnabelburg benutzt.
Der Albispass wurde vermutlich bereits im 13. Jahrhundert als Zugang zum Gotthardpass genutzt und seit 1790 mit Postkutschenkursen bedient. Nach dem Ausbau der Strasse wurde 1935 die Postautolinie von Thalwil nach Hausen am Albis eröffnet.

## Tourismus
Der Albispass ist Teil des Naherholungsraums von Zürich mit einem dichten Wanderwegnetz, Aussichtspunkten und Restaurants. Der 1955 von Gerhard Müller erbaute Skilift wurde wegen Schneemangels 1989 wieder abgebaut.